# Bulbophyllum hirtulum
Bulbophyllum hirtulum är en orkidéart som beskrevs av Henry Nicholas Ridley. Bulbophyllum hirtulum ingår i släktet Bulbophyllum och familjen orkidéer. Inga underarter finns listade i Catalogue of Life.